# Княгининское
Княги́нинское (бел. Княгі́нінскае; другой вариант наименованя — Княгиница) — озеро в Мядельском районе Минской области Белоруссии. Относится к бассейну реки Мяделка. Входит в группу Мядельских озёр.

## Описание
Озеро находится в 8 км к северу от города Мядель и приблизительно за 1 км к юго-западу от деревни Россохи. Располагается на территории Нарочанского национального парка.
Площадь озера составляет 0,12 км². Наибольшая глубина — 6,2 м, средняя — 3 м. Длина — 0,7 км, наибольшая ширина — 0,35 км, средняя — 0,17 км. Длина береговой линии — 1,77 км. Площадь водосбора — 0,5 км².
Котловина озера вытянута в направлении с северо-запада на юго-восток. Склоны котоловины пологие, высотой до 5 м, с западной и южной сторон — 10—15 м. Берега обрывистые, с востока и севера низкие и заболоченные. На склонах и берегах произрастают деревья и кустарники
Мелководье преимущественно узкое, но возле южного берега и в заливах широкое. Дно на мелководье песчаное, глубже покрытое сапропелем.
Вода в озере относится к гидрокарбонатному классу кальциевой группы. Минерализация составляет 276,5 мг/л, водородный показатель — 6,1. Водоём подвержен дистрофикации. Зарастает умеренно.
Княгининское озеро протоками соединяется с озёрами Мядель и Черток.
В озере обитают лещ, щука, плотва, линь, краснопёрка, окунь и другие виды рыб. Организовано платное любительское рыболовство, запрещено использование плавсредств с мотором.